# IBSふるさと放送局
IBSふるさと放送局（アイビーエスふるさとほうそうきょく）は、年数回、日曜午後にスタジオを飛び出して不定期で放送するLuckyFM茨城放送の特別番組である。

## 概要
茨城県内の各地の町おこしイベントなどにLuckyFM茨城放送の番組が出張してそこから生放送でラジオの前のリスナーに伝えるというのが基本。その中にスクーピー、スウィングの各レポートが町の別の場所から随時レポートする。

なお、2005年までは「遠藤理のボン・ディマンシュ」に内包する形で行われてきたが、2006年～2008年度及び2010年以降は特別番組扱いで放送されている。2009年分は「ラジパル+」に内包される形で放送されていた。

メインパーソナリティは2008年まではかつて「ボン・ディマンシュ」を放送していた名残で日曜分は遠藤がそのまま担当していたが、2009年分は「ラジパル+」の特番という事で日曜分は高木圭二郎が担当をしていた。2010年以降は「IT's きたかん」のパーソナリティーがメインで担当している 。

また、土曜日でも放送される事もあり、現在は、「IBSラジオキャラバン」と題して、「土曜王国」に内包されて放送を行うこともある。

なお、10月の土浦全国花火競技大会会場から放送される「IBSラジオキャラバン」については、『Saturday night IN HANABI』を参照

## これまでに放送した内容
ここでは、ボン・ディマンシュがスタートした1998年4月以降のふるさと放送局を取り扱う。なお、市町村名は放送当時のものである。※印は特記

### 1998年
- 10月4日　あさひふるさとふれあいネット（旭村）
- 11月8日　スダジーフェア（常北町）

### 1999年
- 11月14日　スダジーフェア（常北町）

### 2000年
- 4月9日　ポティロンの森（江戸崎町）※ゲストにたかとりじゅん、今章子が参加
- 11月12日　スダジーフェア（常北町）

### 2001年
- 4月8日　潮来市合併記念（潮来市）
- 10月21日　あさひふるさとふれあいネット（旭村）
- 10月28日　八郷町産業祭（八郷町）
- 11月4日　道の駅だいご（大子町）
- 11月11日　スダジーフェア（常北町）

### 2002年
- 4月28日　IBSラジオ祭り（ひたちなか市）
- 6月16日　水郷潮来あやめまつり（潮来市）
- 9月15日　石岡のおまつり（石岡市）
- 10月27日　道の駅だいご（大子町）
- 11月3日　シャトーカミヤワイン祭り（牛久市）

### 2003年
- 4月26日　IBSラジオ祭り（ひたちなか市）

※土曜日放送のため、「上恭ノ介のアイム・カミング」に内包しての放送。
- 6月8日　水郷潮来あやめまつり（潮来市）
- 9月14日　石岡のお祭り（石岡市）
- 11月2日　シャトーカミヤワイン祭り（牛久市）
- 11月23日　鉾田町産業振興祭（鉾田町）

※15時からサッカー中継のため、13:00～15:00枠での放送

### 2004年
- 5月9日　IBSラジオ祭り（ひたちなか市）
- 6月6日　水郷潮来あやめまつり（潮来市）
- 9月19日　石岡のお祭り（石岡市）
- 10月31日　シャトーカミヤワイン祭り（牛久市）

### 2005年
- 6月12日　水郷潮来あやめまつり（潮来市）
- 9月18日　石岡のお祭り（石岡市）
- 10月2日　つくばスタイルフェスタ（つくば市）
- 10月30日　シャトーカミヤワイン祭り（牛久市）

※ボン・ディマンシュとしては事実上、最後のふるさと放送局

### 2006年
- 4月9日　日立市さくら祭り（日立市）

※メインパーソナリティーは遠藤理・生井冨美子　生井は翌週から同時間で始まる「Rhyming Flow Market」のメインパーソナリティーである。
- 6月11日　水郷潮来あやめまつり（潮来市）

※メインパーソナリティーは遠藤理・渡辺美奈子　この日は「Rhyming Flow Market」は休止
- 9月17日　石岡のお祭り（石岡市）

※メインパーソナリティーは遠藤理・今章子　12:00～14:00は「Rhyming Flow Market」を通常放送し、14：00～16:00の放送。
- 10月29日　シャトーカミヤワイン祭り

※メインパーソナリティーは遠藤理・中嶋みさで、ボンディマンシュ終了以来、半年振りのコンビでの司会となった。「Rhyming Flow Market」内で随時放送という形。

### 2007年
- 4月8日　日立市さくら祭り（日立市）
- 6月10日　水郷潮来あやめまつり（潮来市）
- 8月26日　まつりつくば2007（つくば市）
- 9月16日　石岡のおまつり（石岡市）
- 10月13日　笠間菊祭り（笠間市）

### 2008年
- 4月6日　日立市さくら祭り（日立市）
- 8月9日　東海まつり（東海村）
- 8月24日　まつりつくば2008（つくば市）
- 9月14日　石岡のおまつり（石岡市）

### 2009年
- 8月8日　東海まつり（東海村）
- 8月29日　まつりつくば2009（つくば市）
- 9月20日　石岡のおまつり（石岡市）

※「ラジパル+」に内包されての特番の為、この回と次の笠間菊祭りの回は高木圭二郎がメインパーソナリティを務めた。
- 10月18日　笠間菊祭り（笠間市）

### 2010年
- 6月6日　水郷潮来あやめまつり（潮来市）

※担当は鹿原徳夫、渡辺美奈子。 。
- 8月7日　東海まつり（東海村）

### 2012年
- 4月7日　日立さくらまつり（日立市）

※担当は遠藤理、新口絢子。スペシャルレポーターにすいたんすいこう。場所は日立駅近く「イトーヨーカドーピタッチ館1階」で行われた。
- 6月3日　水郷潮来あやめまつり（潮来市）
- 8月25日　まつりつくば2012（つくば市）
- 9月16日　石岡のおまつり（石岡市）

※担当は田中正史、田中里実。レポーターに川又啓蔵。
- 10月14日　笠間菊祭り（笠間市）

※担当は田中正史、宮田英里。

### 2013年
- 4月14日　日立さくらまつり（日立市）
- 5月26日　水郷潮来あやめまつり（潮来市）
- 9月15日　石岡のおまつり（石岡市）

### 2014年
- 6月1日　水郷潮来あやめまつり（潮来市）
- 9月14日　石岡のおまつり（石岡市）

### 2015年
- 5月31日　水郷潮来あやめまつり（潮来市）

※担当は田中正史、菊地真衣。この日は当該時間帯に放送されているニッポン放送制作のローカル局向け番組『中村こずえのみんなでニッポン日曜日!』は、茨城放送は未ネットとなった。

### 2017年
- 5月28日　水郷潮来あやめまつり（潮来市）

※担当はたかとりじゅん、元田芳。

### 2018年
- 6月3日　水郷潮来あやめまつり（潮来市）

※担当はバロン山崎、元田芳。レポータに山下真保子、今井香里。